# Liste der Monuments historiques in Saint-Christophe-de-Double
Die Liste der Monuments historiques in Saint-Christophe-de-Double führt die Monuments historiques in der französischen Gemeinde Saint-Christophe-de-Double auf.

## Liste der Objekte
| Bezeichnung | Beschreibung          | Standort                           | Kennzeichnung | Schutzstatus | Datum | Bild |
| ----------- | --------------------- | ---------------------------------- | ------------- | ------------ | ----- | ---- |
| Glocke      | Bronze, 1610 gegossen | in der Kirche St-Christophe (Lage) | PM33000671    | Classé       | 1942  |      |